# Arkivgatan, Göteborg
Arkivgatan är en gata i stadsdelen Lorensberg i Göteborg. Den är cirka 215 meter lång och sträcker sig från Engelbrektsgatan till Viktor Rydbergsgatan och korsar Geijersgatan.
Gatan fick sitt namn år 1914 efter landsarkivet, vars byggnad uppfördes åren 1909–1911.